# Marcel Guerrini
Marcel Guerrini (20 de septiembre de 1994) es un deportista suizo que compite en ciclismo de montaña en la disciplina de campo a través. Ganó una medalla de oro en el Campeonato Europeo de Ciclismo de Montaña de 2016, en la prueba por relevos.

## Palmarés internacional
| Evento                                                        | Fecha                                | Disciplina | País                  | Ciudad                       |
| ------------------------------------------------------------- | ------------------------------------ | ---------- | --------------------- | ---------------------------- |
| Campeonato del Mundo MTB UCI - XCO/XCR                        | 28 junio - 3 de julio de 2016        | XCO        | República Checa (CZ)  | Nueva Mesto en Morave        |
| Campeonato Europeo Continental de Mountain Bike - XCO/XCE/XCR | 05 - 8 de mayo de 2016               | XCO        | Suecia (SE)           | Jönköping, Huskvarna         |
| Copa del Mundo de Mountain Bike UCI WHOOP - XCO/XCC/XCM       | 24 - 26 de mayo de 2024              | XCO        | República Checa (CZE) | Ciudad Nueva de Moravia      |
| Copa del Mundo MTB UCI - XCO/XCC/DHI                          | 06 - 8 de octubre de 2023            | XCO        | Canadá (CAN)          | Mont-Sainte-Anne             |
| Copa del Mundo MTB UCI - XCO/XCC/XCM/DHI                      | 28 septiembre - 1 de octubre de 2023 | XCO        | Estados Unidos (USA)  | Snowshoe (Raquetas de nieve) |